# Parafia św. Idziego w Giebułtowie
Parafia świętego Idziego w Giebułtowie – parafia rzymskokatolicka należąca do dekanatu Bolechowice. Została erygowana w XIII wieku.

## Obszar parafii
Do parafii należą następujące miejscowości: Giebułtów, Trojanowice, Pękowice (część).

## Historia parafii
Giebułtów (w średniowiecznych źródłach wspominany zawsze jako Giebołtów) to wieś znajdująca się około 6 kilometrów na północny zachód od Krakowa, w dolinie rzeki Prądnik. W średniowieczu szedł tędy szlak handlowy łączący Kraków ze Śląskiem oraz z Wielkopolską. Przy tej drodze wystawiono kościół pw. św. Idziego. Pierwsze źródła o nim datowane są na XIII wieku.
Najstarszym śladem powiązanym z parafią jest cmentarzysko szkieletowe z przełomu XI i XII wieku położone na południe od kościoła (najprawdopodobniejsza wydaje się II połowa XI wieku, za czym przemawia znaleziona na nim moneta z czasów Bolesława Szczodrego). Jest wiele hipotez na temat zastosowania cmentarzyska. Archeolodzy znaleźli tu wiele elementów z brązu, co badacz dziejów wsi Antoni Pogan połączył z tym, że z tego surowca miano odlać krzyż na wieżę kościelną, co ma dowodzić pierwotnej lokalizacji kościoła św. Idziego. Prowadzący wykopaliska znaleźli ok. 20 grobów rozmieszczonych w odległości 50–70 cm. Szczątki zmarłych były chowane w starochrześcijański sposób: z rękoma skrzyżowanymi na łonie i orientowanymi na linii wschód–zachód.
Jan Długosz w t. 12 Roczników datuje fundację kościoła w Giebułtowie na czasy po narodzinach Bolesława Krzywoustego jako efekt rozwoju kultu patrona, u którego Władysław Herman wyprosił narodziny potomka. Historyk Jerzy Rajman pogląd o fundacji Władysława Hermana uważa za błędny, bowiem św. Idziego za patrona przyjmowały kościoły w całym państwie zakładane nie tylko przez Hermana, ale również przez jego rycerzy, a kościół w Giebułtowie miał ufundować nieznany z imienia rycerz Hermana. Kościół miał uposażenie dziesięcinami z całej wsi Giebułtów i wszystkich folwarków w tej wsi.
Niektórzy pod uwagę biorą też fundację kościoła przez żonę Władysław Hermana, księżną Judytę Czeską, w podzięce za narodziny syna Bolesława. Hipoteza jest najprawdopodobniej błędna, ponieważ księżna zmarła 3 miesiące po porodzie. Historycy Uniwersytetu Jagiellońskiego popierają teorię, że za fundacją kościoła mogli stać wypełniający wolę księcia biskup krakowski Lambert III lub biskup Czesław.
Kontrowersje budzi miejsce, w którym kościół miał być ulokowany. Wedle tradycji tym miejscem jest Pole pod Krzyżem znajdujące się od strony wsi Pękowice, w odległości ok. 1 km od obecnego, na garbie fizjograficznym ograniczającym od zachodu dolinę Prądnika. Najważniejszym argumentem za tą tezą jest znaleziony w tym miejscu cmentarz uważany za przykościelny. Przeciwko takiej argumentacji wystąpił architekt i historyk sztuki prof. Tomasz Węcławowicz. Latem 1990 razem z Januszem Firletem oraz Zbigniewem Pianowskim przeprowadzili badania archeologiczno-architektoniczne świątyni. We wschodniej apsydzie zauważyli ślady ciosów licowych muru i stwierdzili, że prawdopodobne jest, że były użyte wtórnie. Węcławowicz uważał je za relikt XI-wiecznej budowli romańskiej. Przeczy to tradycyjnemu przekazowi o budowli z drewna.
Na początku XIV wieku kościół został spalony przez popleczników skonfliktowanego z Władysławem Łokietkiem biskupa krakowskiego Jana Muskaty. W 1450 Giebułtów był już ulokowany na prawie niemieckim, a nowy kościół wzniesiono kilka bądź kilkanaście lat później. Jego społeczność pod kierownictwem plebana o imieniu Florian jest ujęta już w spisach świętopietrza za lata 1325-1327. Drugi giebułtowski kościół najprawdopodobniej był drewniany, o czym w 1470 wspominał w Liber beneficiorum Jan Długosz. W aktach wizytacji z 1598 zapisano, że budowla składała się z prezbiterium z absydą, prostokątnej nawy i dwu symetrycznych przybudówek – zakrystii i kaplicy św. Anny. Prof. Węcławowicz zasugerował, że struktura kościoła nie była całkowicie drewniana – miał mieć drewnianą nawę i murowane prezbiterium. Badacz podkreślał obecność kamieni nagrobnych z XV i XVI wieku wmurowanych w ściany świątyni. Jego zdaniem obecność tych płyt nagrobnych wyklucza możliwość, że kościół był jedynie zbudowany z drewna. Opis sporządzony przez kanonika Kazimierskiego, który w 1598 wizytował parafię, i informacja o drewnianym kościele według historyka Mieczysława Rokosza może być nieprecyzyjna, bo nie wyklucza murowanych podmurówek czy kamiennych płyt nagrobnych. Badania konstrukcji kościoła wykazały, że chór nie był ściśle połączony z resztą konstrukcji, co może świadczyć o jego wcześniejszym powstaniu. Prawdopodobnie prezbiterium dla chóru było murowane, a na przełomie XVI i XVII wieku dobudowano do niego nawę. Z kościoła drewnianego zachowały się wspomniane dwa dzwony, sygnaturka oraz figurka Matki Boskiej Bolesnej i kamienna kropielnica znajdująca się obecnie przy południowym wejściu do kościoła.
Parafia w Giebułtowie należała do obejmującego wiele parafii dekanatu wysocickiego (wchodzącego w skład archidiakonatu krakowskiego), którego początków należy się dopatrywać najpewniej pod koniec XII wieku. W XV wieku uposażenie parafii wynosiło więcej niż przeciętna dekanalna (8 grzywien), bo aż 9–9,5 grzywien. Terytorium podlegające parafii w XV wieku obejmowało 5,5 miejscowości przy średniej dekanalnej 5.
Z inicjatywy synodu łęczyckiego (1527) w 1529 sporządzono księgę dochodów diecezji krakowskiej. Dochód plebana w Giebułtowie wynosił 17,5 marki oraz 16 groszy. Giebułtów był średnio dochodową parafią. W księdze wymieniono 4 miejscowości należące do parafii Giebułtów: oprócz wsi farnej były to Pękowice, Przybysławice, Owczary oraz Garliczka.
W latach 1592–1599 kościół miał dwa dzwony i sygnaturkę oraz prawdopodobnie nie miał organów. Zachował się jeden z dzwonów z 1575. Jest zawieszony w wolnostojącej dzwonnicy. Prawdopodobnie prawie do końca XVI wieku znajdował się w gotyckim kościele. W okresie reformacji parafia Giebułtów była lepiej zaopatrzona w aparaty kościelne niż wiele innych parafii dekanatu skalskiego. Przypuszczalnie kościół mógł być zdobiony witrażami geometrycznymi, tzw. gomółkami, które wykonywane były z ołowiu z dodatkami szkła kolorowego. Jest to prawdopodobne, ponieważ przez Giebułtów przebiegał szlak, którym transportowano wydobywany na terenie Wyżyny Krakowsko-Częstochowskiej metal.
Sprawozdanie z wizytacji z 1598 podaje informację o rozbiórce kościoła w kilka lat po obecności w parafii wizytatora. Widoczna dziś w kościele inskrypcja z 1604 informuje, że powodem rozbiórki była groźba zawalenia się. Zdaniem historyka Mieczysława Rokosza oraz regionalisty Antoniego Pogana budowę obecnego murowanego kościoła rozpoczęto po rozebraniu starego. Badacze wykluczają pożar. Uważają też, że kościół renesansowy powstał dokładnie w tym samym miejscu, gdzie stał gotycki drewniany. Prawdopodobnie nowy kościół, zbudowany w latach 1600–1604, powstał w jednym etapie.
Nowy renesansowo-barokowy kościół, został ufundowany przez niejakiego Jakuba Tomaszewskiego z odległych o 4 km Tomaszowic. Zdaniem Antoniego Pogana motywem hojności fundatora mogła być częsta obecność wyższych urzędników państwowych, którzy podróżowali przez Giebułtów na sejmiki do Piotrkowa Trybunalskiego, Łęczycy czy Nieszawy. Rzekomo dlatego wraz z Kacprem Giebułtowskim, przedsięwzięli budowę ze względów prestiżowych. Ksiądz Stanisław Bober, badając patronat św. Idziego w Polsce, dodał innych potencjalnych patronów nowego kościoła. Na pewno udział w inwestycji miał ówczesny proboszcz ks. Sebastian z Nagrodzieńca. Świątynia została konsekrowana przez biskupa krakowskiego Bernarda Maciejowskiego w 1604. Nowy kościół jest jednonawowy z węższym prezbiterium i półkolistą absydą. Materiałami wykorzystanymi do budowy były cegła i kamień, które pokryto tynkiem. Obok kościoła dobudowano wolnostojącą (osobno) drewnianą dzwonnicę, w której jeden z dzwonów, jak zostało to wyżej wspomniane, znajdował się w starym kościele.
W latach 1529–1809 Giebułtów należał do dekanatu skalskiego. Dzięki poparciu przez sobór trydencki inicjatywy większej kontroli małych parafii w Giebułtowie został odnowiony urząd dziekana wiejskiego. Giebułtów pozostał w dekanacie Skała.
Wedle akt wizytacji z 1618 parafia w Giebułtowie miała świeckich gospodarzy funduszów kościelnych. Historyk Tomasz Markiewicz zbadał, że witrycy sprawowali urząd w 21 spośród 27 wizytowanych parafii dekanatu, niewykluczone, że w Giebułtowie, choć może w czasie wizytacji urzędnik był nieobecny. W Giebułtowie była szkoła parafialna z rektorem, którego utrzymywał głównie pleban. Pensja nauczyciela była średnia w stosunku do innych parafii w dekanacie – pomiędzy 180 a 240 groszy rocznie. Nie odnotowano obecności kantora, był za to dzwonnik. Parafia Giebułtów obejmowała 6 wsi.
Miejscowość Giebułtów została odnotowana jako fundator Kolegium Psałterzystów na Wawelu założonego przez królową Jadwigę w 1393. W XVIII wieku z miejscowości tej na rzecz Księży Psałterzystów była pobierana dziesięcina. Łączny przychód dziesięciny z Giebułtowa oraz kilkunastu innych miejscowości przynosił sumę roczną w wysokości 2045 zł i 20 groszy.
W aktach wizytacji parafii z lat 1748–1787 zapisano, że kościół św. Idziego miał organy, które w momencie spisywania dokumentu znajdowały się w naprawie.

## Postacie związane z parafią
Na tablicy inskrypcyjnej umieszczonej w południowej części kościoła odnotowano, że ks. Sebastian z Nagrodzieńca, proboszcz parafii, pochodził z Sieradza, a jego ojciec na imię miał Paweł. Był to duchowny wykształcony z tytułem doktora filozofii. Wykładał na Uniwersytecie Krakowskim i był wówczas proboszczem kolegiaty św. Anny.